# Solothurn (huyện)
Huyện Solothurn (tiếng Pháp: District du Solothurn, tiếng Đức: Bezirk Solothurn) là một huyện hành chính của Thụy Sĩ. Huyện này thuộc bang Bang Solothurn. Huyện Solothurn có diện tích 6 km², dân số theo thống kê của cục thống kê Thụy Sĩ năm 1999 là 15213 người. Trung tâm của huyện đóng ở Solothurn. Mã của huyện là 1109.